# Schutzringkondensator

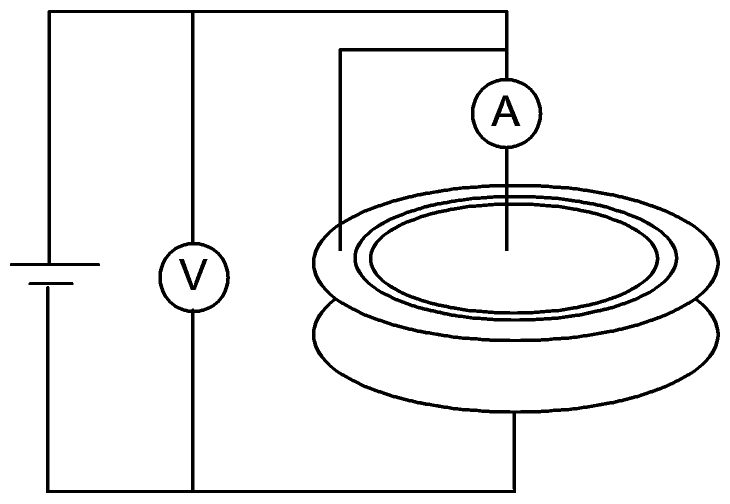
Schaltbild mit Schutzringkondensator zur Isolierstoffprüfung

Ein Schutzringkondensator ist eine spezielle Bauform eines Plattenkondensators, um Randeffekte aus Messvorgängen zu reduzieren. 

## Aufbau
Ein Schutzringkondensator besteht aus zwei parallel zueinander angeordneten, kreisrunden Elektroden. Im Gegensatz zum normalen Plattenkondensator ist eine Elektrode allerdings in zwei konzentrische Bereiche unterteilt: innen eine kreisrunde Messelektrode, außen ein Schutzring. Beide Bereiche sind elektrisch voneinander isoliert.

## Funktionsweise
Nebenstehende Grafik zeigt einen prinzipiellen Messaufbau für die Isolierstoffprüfung. Der Prüfling befindet sich dabei zwischen den Platten des Schutzringkondensators. Der ohmsche Flächenwiderstand des Prüflings wird durch Messung von Spannung und Strom bestimmt. Der Strom, der durch den Schutzring fließt, wird dabei nicht berücksichtigt. Dadurch wird das inhomogene Feld am Rand des Kondensators bei der Messung eliminiert.

## Anwendungen
Schutzringkondensatoren werden hauptsächlich in der Messtechnik verwendet, zum Beispiel in kapazitiven Wegsensoren, bei der Isolierstoffprüfung (Bestimmung der Durchschlagsfestigkeit) oder der Spannungswaage.